# Tit Quinti Ata
Tit Quinti Ata (en llatí: Titus Quinctius Atta) va ser un poeta còmic romà del segle ii aC. De la seva vida se'n sap molt poc, només que va morir l'any 77 aC i que va ser enterrat a la segona fila de tombes de la via Prenestina. En llatí atta vol dir 'avi', i sembla que rebia aquest agnomen pel seu caminar lent.
Les comèdies d'Ata van ser força populars a l'antiga Roma, i pertanyien a les anomenades togatae tabernariae, és a dir comèdies en què es feia referència a la gent romana i els seus costums. Ens han arribat alguns fragments de les seves obres.
Els títols coneguts són Aedilicia, Aquae Calidae, Conciliatrix, Lucubratio, Matertera, (potser incorrectament atribuïda, ja que podria ser del poeta Afrani), Megalensia, Socrus i Supplicatio.